# USS Nebraska (BB-14)
El USS Nebraska (BB-14) fue un acorazado tipo pre-dreadnought clase Virginia de la Armada de los Estados Unidos, segundo de cinco miembros de su clase, y la primera embarcación en llevar ese nombre. Fue construido en el astillero Moran Brothers, en Seattle, Washington, con su quilla colocada en julio de 1902 y botado en octubre de 1904. La embarcación finalizada fue puesta en servicio con la Armada en julio de 1907. Estaba armado con una batería principal de cuatro cañones de 305 mm, y ocho de 203 mm, y podía navegar a una velocidad máxima de 19 nudos (35 km/h).
Se unió a la Gran Flota Blanca después de que ésta alcanzó la costa oeste de los Estados Unidos en 1908, y continuó con ella durante su viaje de circunnavegación por todo el mundo. De 1909 a 1914, la embarcación realizó entrenamientos regulares y deberes ceremoniales con la Flota del Atlántico. Fue desplegado en México en dos ocasiones durante la Revolución Mexicana, una a mediados de 1914 y otra a mediados de 1916, antes de ser dado de baja brevemente en 1916. Fue reactivado poco después antes de la entrada de Estados Unidos a la Primera Guerra Mundial, en abril de 1917, y después se usó como buque escuela y como escolta de convoyes. Al finalizar la guerra, repatrió de Francia a los soldados estadounidenses, y en 1919 fue transferido a la Flota del Pacífico, donde permaneció en servicio menos de un año, siendo dado de baja en julio de 1920. Fue vendido como chatarra en noviembre de 1923 bajo los términos del Tratado naval de Washington. 

## Diseño
El Nebraska tenía una eslora de 134.49 m, una manga de 23.24 m, y un calado de 7.24 m. Tenía un desplazamiento estándar de 14 948 toneladas largas, y de 16 094 a máxima capacidad. Era impulsado por motores de vapor de triple expansión de dos ejes con una potencia de 19 000 caballos de fuerza (14 000 kW), conectados a dos ejes de hélices. El vapor era generado por doce calderas Babcock & Wilcox de carbón. El sistema de propulsión generaba una velocidad máxima de 19 nudos (35 km/h). Tal como fue construido, tenía mástiles militares pesados, pero fueron reemplazados en 1909 por mástiles de celosía. Tenía una tripulación de 812 oficiales y marinos.
Estaba armado con una batería principal de cuatro cañones calibre 305 mm/40 serie 4 en dos torretas dobles en la línea central, una en la proa y otra en la popa. La batería secundaria consistía en ocho cañones calibre 203 mm/45, y doce cañones calibre 152 mm/50. Los cañones de 203 mm estaban montados en cuatro torretas dobles; dos de ellas superpuestas sobre las torretas de la batería principal, las otras dos al frente de la chimenea delantera. Los cañones de 152 mm estaban colocados en casamatas en el casco. Contaba con doce cañones calibre 76 mm/50 para la defensa a corta distancia contra buques torpederos, también montados en casamatas a lo largo del casco, y con doce cañones de 3 libras. Como estándar de los buques capitales de ese periodo, el Nebraska contaba con cuatro tubos lanzatorpedos de 533 mm en lanzadores sumergidos a los costados del casco.
El cinturón blindado del Nebraska era de 279 mm de grosor sobre los pañoles y las salas de máquinas, y de 152 mm en el resto de la embarcación. Las torretas de la batería principal tenían costados de 305 mm de grosor, y las barbetas de apoyo tenían 254 mm en los costados expuestos. La torre de mando tenía costados de 229 mm de grosor.

## Historial de servicio

### Primeros años y Gran Flota Blanca

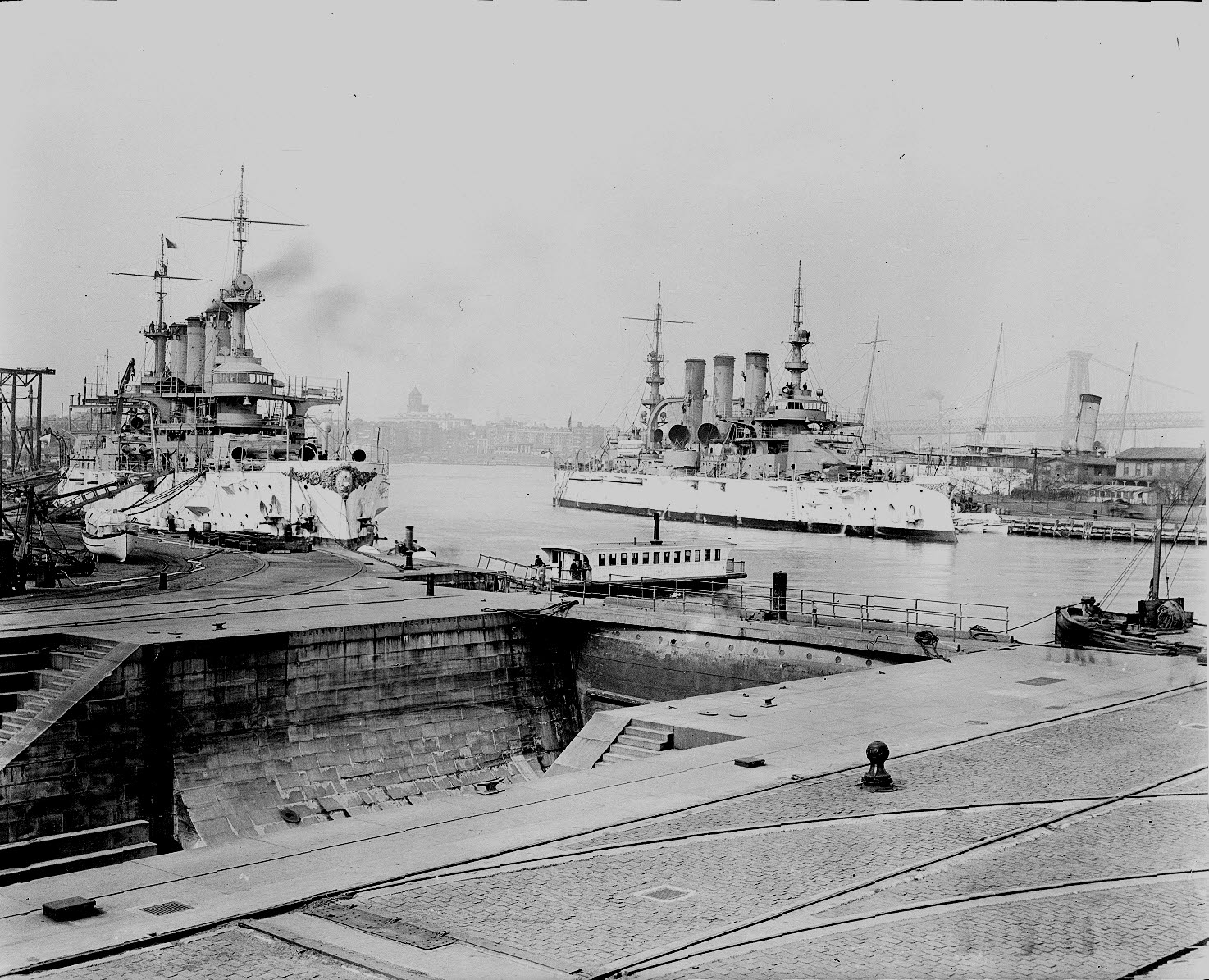
De izquierda a derecha: USS Connecticut y USS Nebraska, con su esquema de color de la Gran Flota Blanca. Astillero de Brooklyn, 1909.

La quilla del Nebraska fue colocada en el astillero Moran Brothers en Seattle, Washington, el 4 de julio de 1902, y fue botado el 7 de octubre de 1904. Fue puesto en servicio activo el 1 de julio de 1907, último de su clase en entrar en servicio; su primer comandante fue el capitán Reginald Nicholson. Después de entrar en servicio, realizó cruceros de pruebas y se le realizaron cambios menores. En mayo de 1908, navegó a San Francisco, donde se unió a la Gran Flota Blanca, que había partido de Hampton Roads, Virginia un año antes en la primera etapa de su crucero mundial. Reemplazó al acorazado Alabama, y partió de San Francisco con la Flota el 7 de julio. El crucero de la Gran Flota Blanca fue concebido como una forma de demostrar el poderío militar de los Estados Unidos, particularmente hacia Japón. Las tensiones entre Estados Unidos y Japón habían comenzado a aumentar después de la victoria japonesa en la guerra ruso-japonesa, en 1905. La prensa de ambos países pedía la guerra, y Roosevelt esperaba utilizar la demostración de poderío naval para disuadir cualquier agresión japonesa.
La Gran Flota Blanca comenzó su crucero por el Pacífico, deteniéndose de camino en Hawái. Algunas paradas en el Pacífico Sur incluyeron Melbourne, Sídney y Auckland. Después de dejar Australia, la flota giró al norte hacia Filipinas, deteniéndose en Manila antes de continuar hacia Japón, donde se realizó una ceremonia de bienvenida en Yokohama. En noviembre, le siguieron tres semanas de ejercicios en la bahía de Súbic, Filipinas. Las embarcaciones pasaron por Singapur el 6 de diciembre y entraron al océano Índico, cargaron carbón en Colombo antes de cruzar el canal de Suez y volvieron a abastecerse de carbón en Puerto Saíd, Egipto. La flota hizo escala en varios puertos del Mediterráneo antes de detenerse en Gibraltar, donde una flota internacional de barcos de guerra británicos, rusos, franceses y alemanes los recibieron. Las embarcaciones cruzaron el Atlántico para regresar a Hampton Roads el 22 de febrero de 1909, habiendo viajado 46 729 millas náuticas (82 542 km). Ahí, pasaron revista con el presidente Theodore Roosevelt.
Después del final de las ceremonias, el Nebraska permaneció en servicio con la Flota del Atlántico. Fue desplegado en México en dos ocasiones para proteger los intereses estadounidenses en la región durante la Revolución Mexicana, la primera del 1 de mayo al 21 de junio de 1914, y la segunda del 1 de junio al 13 de octubre de 1916. La embarcación fue dada de baja por un breve periodo en 1916, pero regresó al servicio el 3 de abril de 1917.

### Primera Guerra Mundial

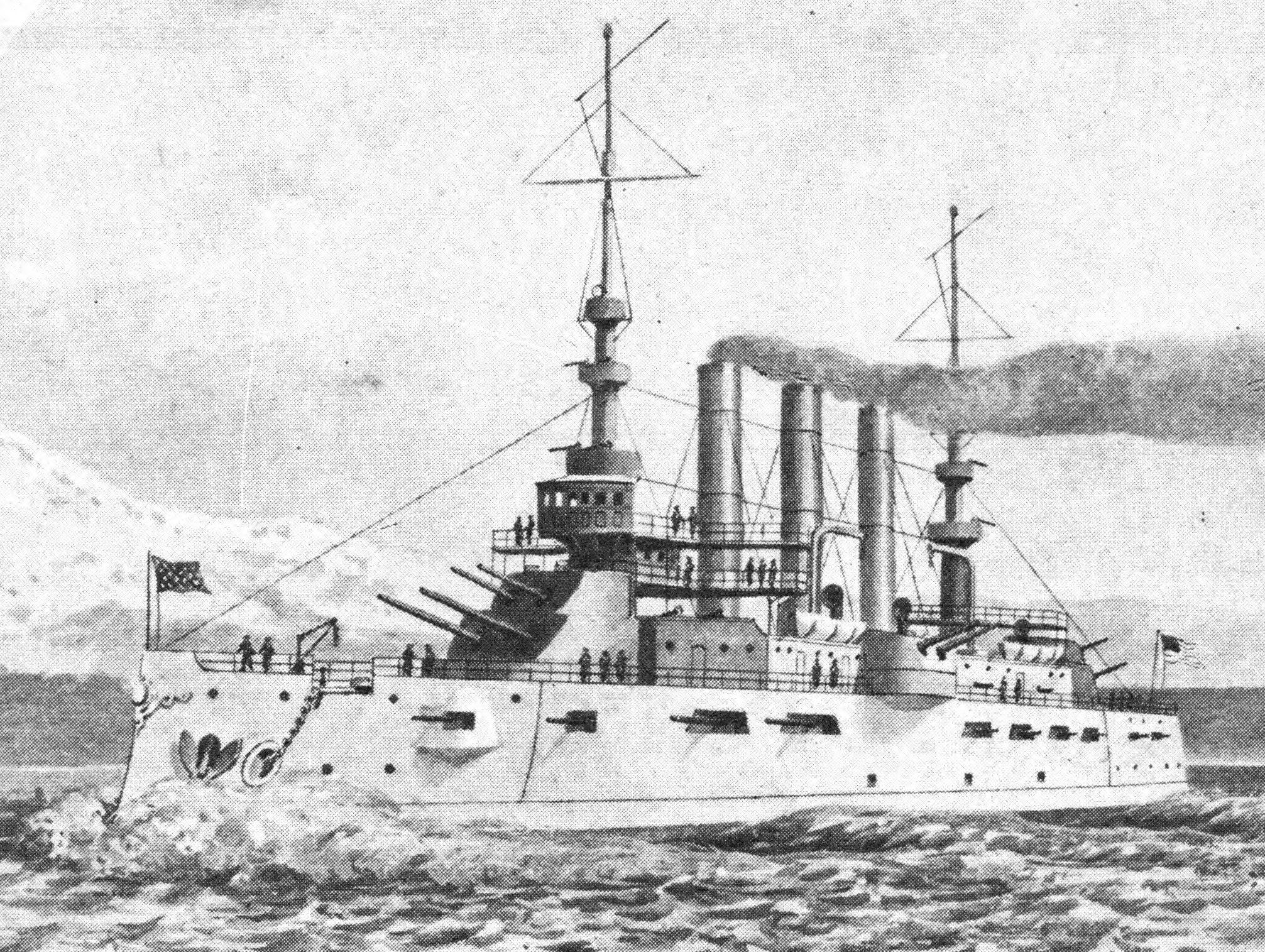
Nebraska en 1909

Tres días después de que el Nebraska fuera puesto de nuevo en servicio, Estados Unidos le declaró la guerra a Alemania en respuesta a la campaña de guerra submarina indiscriminada de este último, uniéndose así a la Primera Guerra Mundial. La embarcación fue asignada a la 3.ª División de Acorazados de la Flota del Atlántico, uniéndose al resto de la flota el 13 de abril para entrenamiento de combate en la bahía de Chesapeake. Se mantuvo en la costa oriental de los Estados Unidos y se le ordenó el entrenamiento de tripulaciones de guardia para embarcaciones de transporte. El 15 de abril de 1918, entró al astillero de Norfolk para mantenimiento periódico. El 16 de mayo, embarcó los restos del embajador uruguayo, Carlos María de Pena, en Hampton Roads. Partió ese mismo día con el crucero acorazado Pittsburg, buque insignia de la Flota del Pacífico, y arribó a Montevideo, Uruguay el 10 de junio. Las dos embarcaciones abandonaron Montevideo el 15 de junio y regresaron a Hampton Roads el 26 de julio.
A inicios de septiembre, comenzó a ser utilizado como escolta de convoyes hacia Europa. El día 17, partió de Nueva York con el convoy HX 49, un grupo de dieciocho embarcaciones; el resto de la escolta incluía al destructor Dent, y a los cruceros mercantes armados Rochester, y HMS Arlanza británico. En un punto de encuentro en el Pacífico oriental, dejó al convoy con otra escolta que los acompañaría hasta Francia. Regresó a Hampton Roads el 3 de octubre, y escoltó otros dos convoyes antes de finalizar la guerra en noviembre de 1918. En diciembre, fue equipado para repatriar de Francia a los soldados estadounidenses. Realizó cuatro viajes a Brest, y transportó a 4540 soldados de vuelta a Estados Unidos. El primer viaje comenzó el 30 de diciembre; llegó a Brest el 11 de enero de 1919 y después de embarcar a un contingente de soldados, regresó a Newport News, Virginia, donde arribó el 28 de enero. El cuarto viaje concluyó el 21 de junio de 1919, también en Newport News.
El 22 de junio, fue transferido a la Fuerza de Cruceros y Transporte de la Flota del Pacífico. Partió poco después de la costa este hacia el Pacífico. Fue dado de baja el 2 de julio de 1920, y el día 15 fue reclasificado como BB-14. Se mantuvo fuera de servicio hasta el 12 de julio de 1922, cuando fue eliminado del registro naval de acuerdo con el Tratado naval de Washington firmado a inicios de ese año. Los términos del tratado ordenaban reducciones significativas en el poderío naval, y el 9 de noviembre de 1923, el Nebraska fue declarado como incapacitado para continuar en el servicio bélico de acuerdo al tratado. Fue vendido como chatarra ese mismo mes.